# Carlos Pérez de Rozas i Arribas
Carlos Pérez de Rozas i Arribas (Barcelona, 7 de maig de 1948 – Madrid, 10 d'agost de 2019) fou un fotògraf i periodista català.

## Biografia
Provinent d'una nissaga de fotoperiodistes d'origen madrileny, inicià la seva carrera professional de la mà del seu pare, Carlos Pérez de Rozas y Sáenz de Tejada. El 1965 començà els estudis de periodisme a l'Escola de l'Església de Joan Alemany i Esteve.
L'any 1970 començà a treballar a la revista Destino. Des de 1975 fins a 1986 tingué càrrecs de responsabilitat en l'àrea de disseny del Diari de Barcelona. El 1978 formà part de l'equip fundador d'El Periódico de Catalunya, on fou cap de secció i des del 1984 redactor en cap. També participà en l'inici de l'edició catalana del diari El País.
Treballà a l'equip directiu de La Vanguardia del 1986 al 2008. Participà activament en el redisseny del diari del 1989 i després passà a ser director adjunt fins al 2008. El 1992 participà en el redisseny de Mundo Deportivo. Des del 2008 col·laborà amb l'estudi Cases i Associats en projectes a Europa i l'Amèrica Llatina, i participà en diversos espais de Mundo Deportivo, 8TV, TV3, BTV i Catalunya Ràdio.
Fou professor universitari de periodisme a la Universitat Autònoma de Barcelona (1976-1992), a la Universitat Pompeu Fabra (1992-2013), a la Universitat Ramon Llull i a la Universitat Internacional de Catalunya.
El 2015 l'Arxiu Fotogràfic de Barcelona dedicà una exposició retrospectiva a tot el fons fotogràfic familiar.